# Heliconia pogonantha
Heliconia pogonantha är en enhjärtbladig växtart som beskrevs av Georg Cufodontis. Heliconia pogonantha ingår i släktet Heliconia och familjen Heliconiaceae.

## Underarter
Arten delas in i följande underarter:
- H. p. holerythra
- H. p. pogonantha
- H. p. pubescens
- H. p. veraguasensis

## Bildgalleri

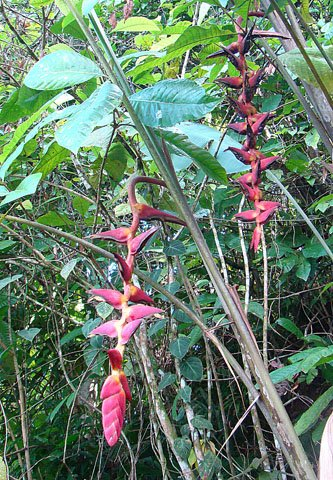
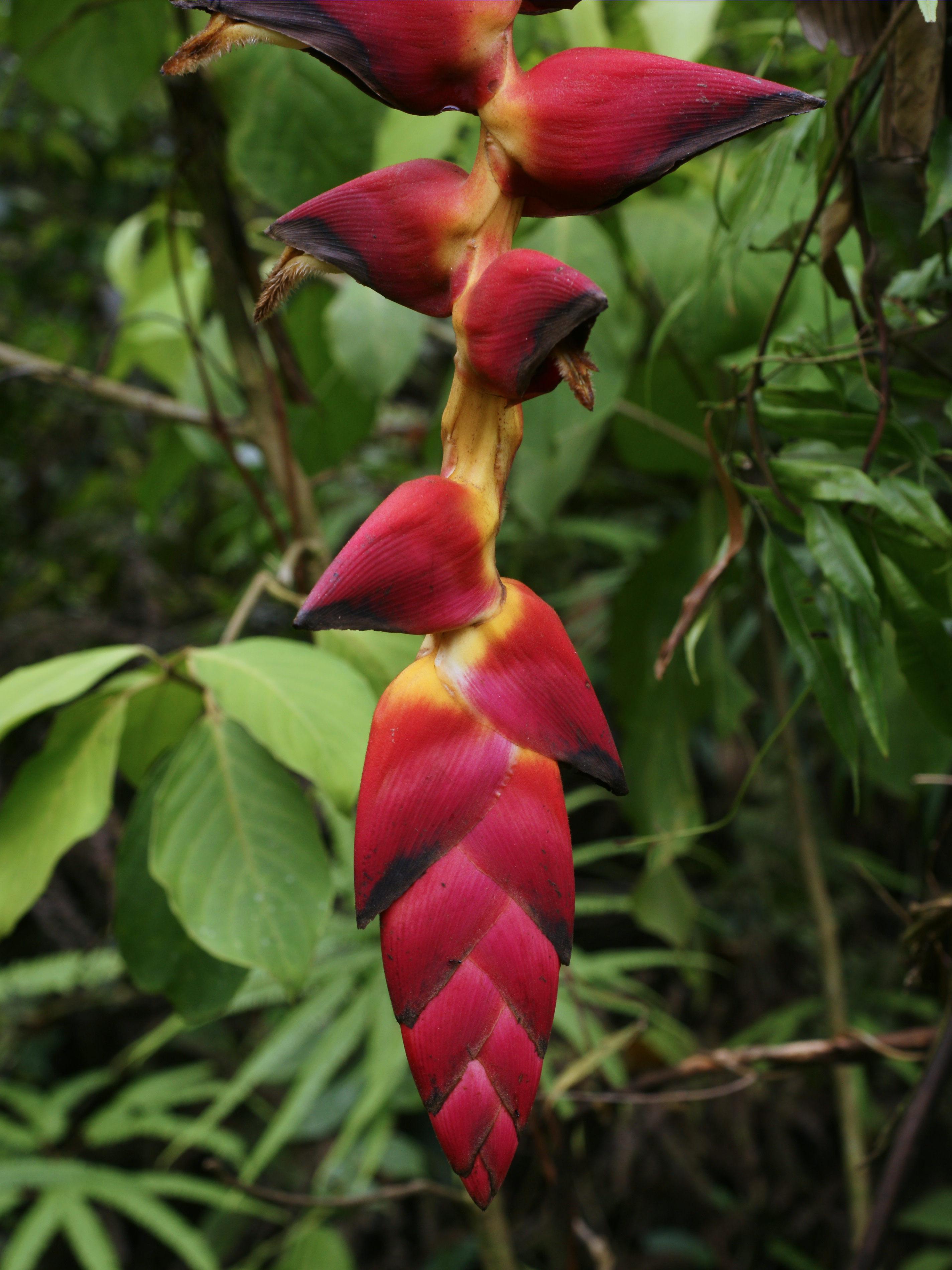
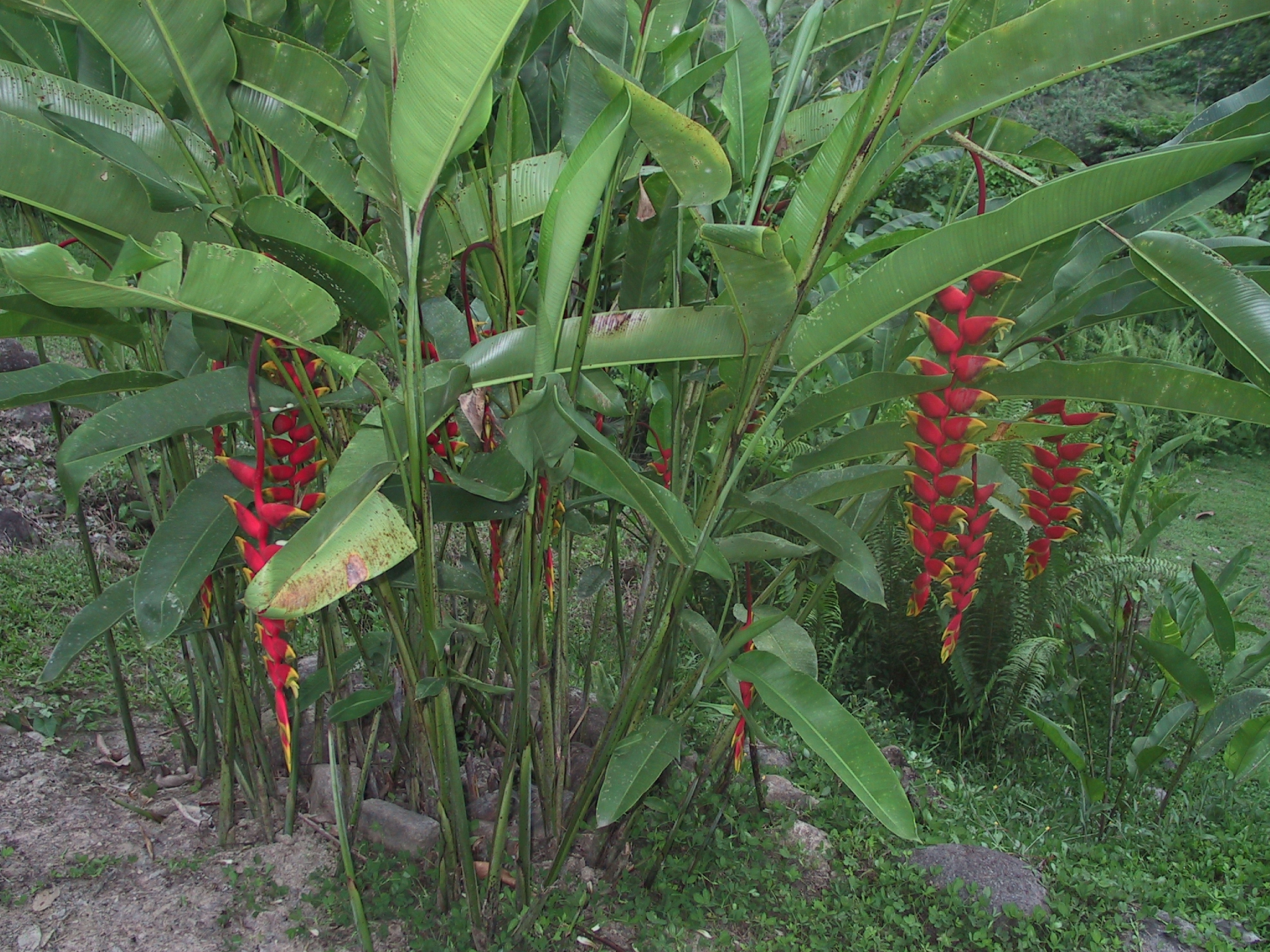